# Nothobaccaurea stylaris
Nothobaccaurea stylaris är en emblikaväxtart som först beskrevs av Johannes Müller Argoviensis, och fick sitt nu gällande namn av Haegens. Nothobaccaurea stylaris ingår i släktet Nothobaccaurea och familjen emblikaväxter. Inga underarter finns listade i Catalogue of Life.